# Nuneaton and Bedworth
Nuneaton and Bedworth ist ein Verwaltungsbezirk mit dem Status eines Borough in der Grafschaft Warwickshire in England. Er besteht aus den Städten Nuneaton (Verwaltungssitz) und Bedworth sowie dem Dorf Bulkington. Städtepartnerschaften bestehen mit Cottbus in Deutschland, Guadalajara in Spanien und Roanne in Frankreich.
Der Bezirk wurde am 1. April 1974 gebildet und entstand aus der Fusion des Municipal Borough Nuneaton und des Urban District Bedworth (zu welchem auch Bulkington gehörte). Zunächst hieß der Bezirk Borough of Nuneaton; nach Beschwerden der Einwohner von Bedworth wurde der Name jedoch 1980 geändert.